# کریس بیرد
کریس بیرد (انگلیسی: Chris Baird؛ زادهٔ ۲۵ فوریهٔ ۱۹۸۲) ورزشکار فوتبال اهل ایرلند شمالی است.
از باشگاه‌هایی که در آن بازی کرده‌است می‌توان به باشگاه فوتبال ساوت‌همپتون، باشگاه فوتبال واتفورد، باشگاه فوتبال فولام، و باشگاه فوتبال والسال، باشگاه فوتبال برنلی، باشگاه فوتبال وست برومویچ آلبیون، باشگاه فوتبال ردینگ، باشگاه فوتبال دربی کانتی، باشگاه فوتبال فولام، و تیم ملی فوتبال ایرلند شمالی اشاره کرد.
وی همچنین در تیم ملی فوتبال ایرلند شمالی بازی کرده‌است.